# Geografia física de Mèxic
Mèxic és un país localitzat al subcontinent de Nord-amèrica, limitant al nord amb els Estats Units d'Amèrica, a l'est amb el Golf de Mèxic i el mar Carib, a l'oest amb l'oceà Pacífic, i al sud amb Guatemala i Belize. A més, el territori mexicà comprèn més de 3.000 illes localitzades dins el seu mar patrimonial, entre les quals, l'arxipèlag de Revillagigedo, les illes Marías i Cozumel.
La superfície total del país és d'1.972.550 km², fent-lo el desè país més extens del món, i el cinquè d'Amèrica. La frontera amb els Estats Units té una longitud de 3.325 km, la major part de la qual està definida pel Río Bravo, el més extens del país, les aigües del qual, tanmateix, les comparteix amb el veí del nord. La frontera amb Guatemala té una longitud de 817 km i està delimitada, en algunes seccions, pels rius Suchiate l'Usumacinta. La frontera amb Belize té una longitud de 251 km i està delineada pel riu Hondo.
El mar patrimonial de Mèxic està constituït per dues regions: el mar territorial, que es mesura des de la línia costanera fins a 25 km mar endins, i la zona econòmica exclusiva, que té una extensió total de 200 milles nàutiques des del litoral.
La geografia física de Mèxic inclou la descripció de la seva topografia, la hidrografia, els sols, la flora i la fauna, els ecosistemes i el clima del país.

## Topografia

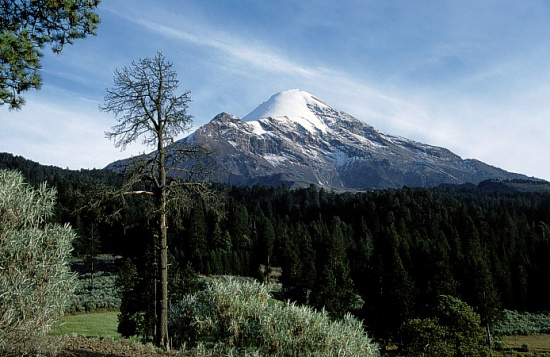
Pic d'Orizaba, el punt més elevat del país

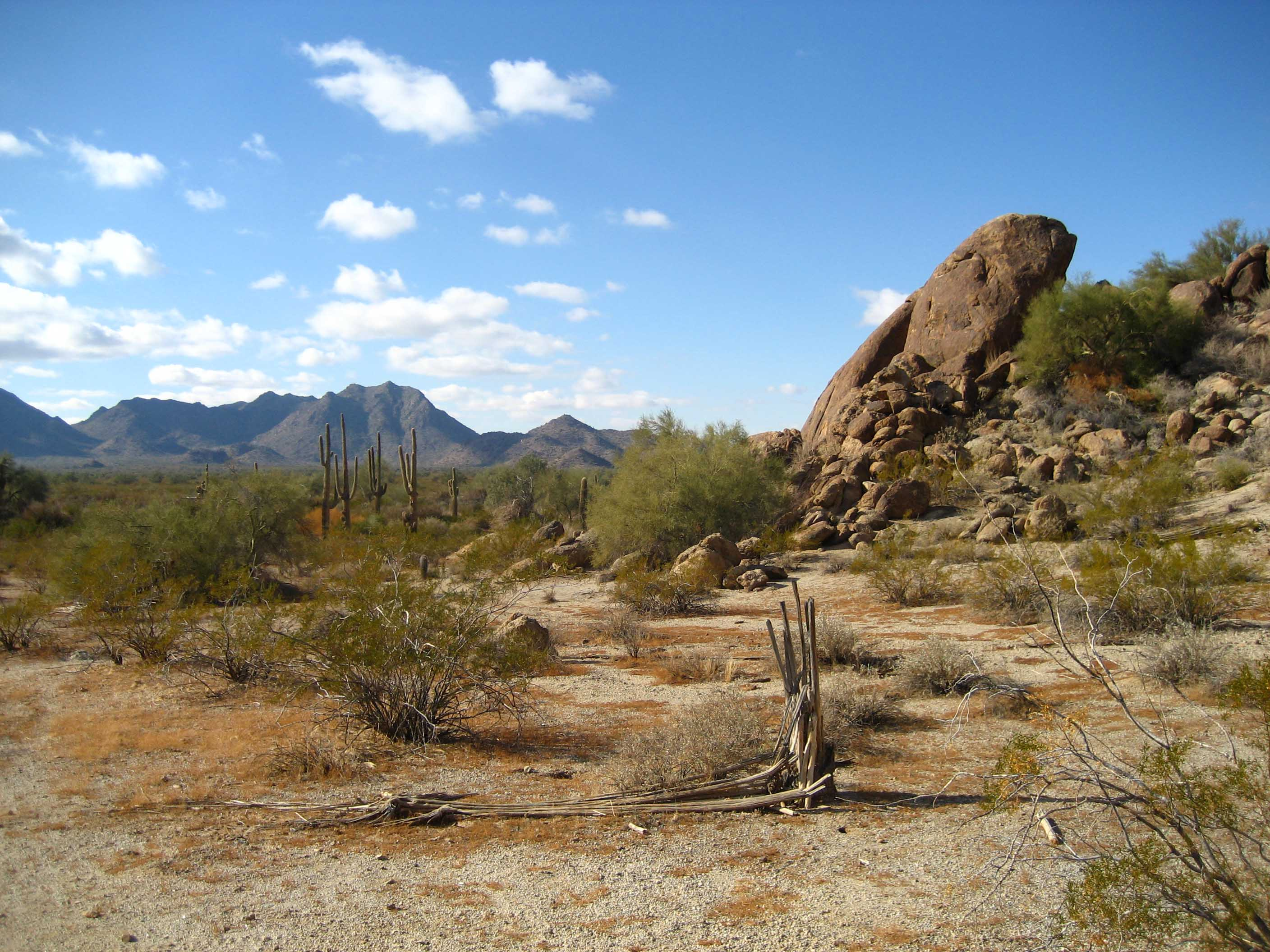
Desert de Sonora

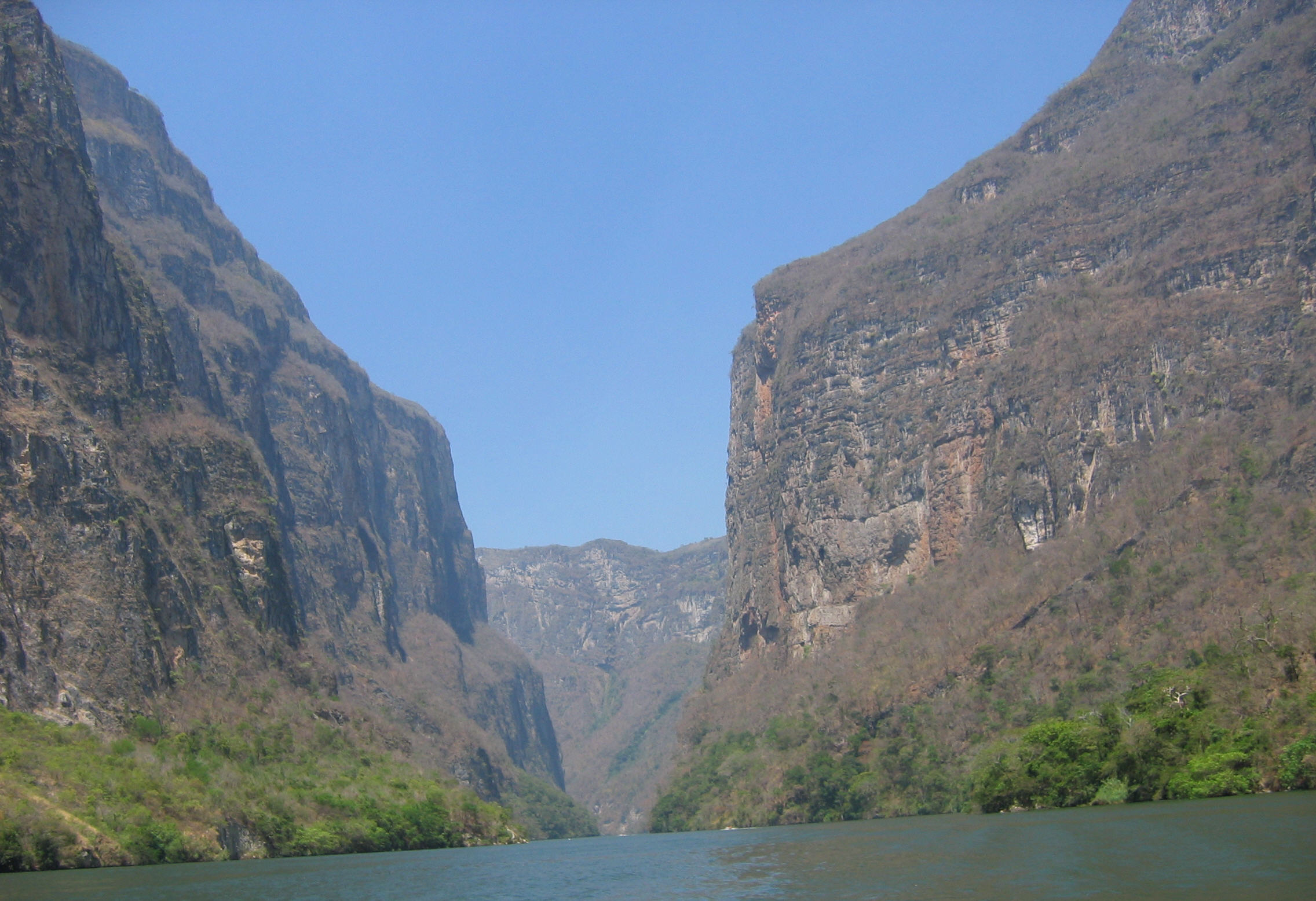
Canyó del Sumidero a Chiapas

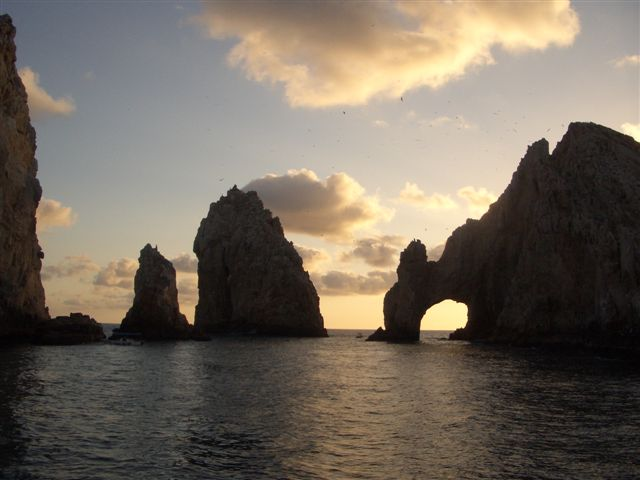
Los Cabos, a l'extrem més meridional de la península de Yucatán

El territori mexicà és força accidentat, de fet, el 44% del territori són muntanyes. El 70% del territori té una gran diversitat forestal; per exemple, el 50% de totes les espècies de pi del món es troben a Mèxic, a prop de setanta. També hi ha 130 espècies d'alzina.
Geogràficament el país es pot dividir en vuit o nou regions:
- La península de Baixa Califòrnia: Situada al nord-oest de Mèxic, la península s'estén des de la frontera amb els Estats Units per 1.300 km, però amb una amplària de només 160 km. És, sobretot, molt àrida, i malgrat ser molt estreta, és molt accidentada; l'elevació màxima arria als 2.700 m a la Sierra de San Pedro Mártir i la Sierra de Juárez. La població es concentra principalment al nord, a les ciutats frontereres de Mexicali i Tijuana, i al sud, a les platges turístiques de Los Cabos i La Paz.
- Les terres baixes de la costa del Pacífic: Les terres de la costa del Pacífic conformen una franja molt estreta entre l'oceà Pacífic i la Sierra Madre Occidental, començant a Mexicali i acabant a Nayarit.
- L'Altiplà Mexicà: Una plana situada entre la Sierra Madre Oriental i la Sierra Madre Occidental, integrada per la Mesa del Nord i la Mesa Central. Comença a la frontera dels Estats Units i s'estén cap al sud fins a la vall de Mèxic. Les altituds mitjanes varien de 1.200m. al nord fins als 2.400 m al sud. És la regió més densament poblada del país.
- la Sierra Madre Occidental: Una serralada que és extensió de la Serralada Nord-americana que inclou les muntanyes Rocoses als Estats Units i elCanadà, la Sierra Madre Occidental assoleix una altitud màxima de 2.700 m.. S'hi troben les Barrancas del Cobre.
- la Sierra Madre Oriental: Aquesta serralada, també extensions de les Rocoses, són travessades pel Río Bravo. Tant la Sierra Madre Oriental com l'Occidental s'estenen des de la frontera nord cap al sud, fins a convergir amb la Serralada Neo-Volcànica, al centre del país. La seva altitud màxima és de 3.650m.
- la Serralada Neo-Volcànica: Coneguda popularment com la "Sierra Nevada", la Serralada Neo-Volcànica, o l'Eix Volcànic Transversal, s'estén d'est cap a l'oest des de l'estat de Veracruz fins als estats de Jalisco i Michoacán, creuant els estats centrals de Guerrero, Morelos, Puebla, Mèxic i el Districte Federal. La Serralada Neo-Volcànica inclou impressionants volcans extints i actius com ara el Pic d'Orizaba, el Popocatépetl, la Malinche, l'Iztaccíhuatl i el Nevado de Toluca. A les valls entre aquestes elevacions, s'hi troben algunes de les conurbacions més poblades de Mèxic: l'àrea metropolitana de la ciutat de Mèxic, l'àrea metropolitana de Puebla, l'àrea metropolitana de Guadalajara, i l'àrea metropolitana de Toluca.
- les planes costaneres del Golf de Mèxic: Aquestes planes, més amples que no pas les planes del Pacífic, s'estenen des de l'estat de Tamaulipas cap a l'Estat de Tabasco, i finalment a la península de Yucatán.
- les Terres Altes del Sud: Aquesta regió inclou la Sierra Madre del Sud, la Mesa del Sur, i els Altos de Chiapas. Entre les serralades i les costes no hi ha cap plana; sovint les muntanyes s'enfonsen abruptament al mar. S'hi troben algunes destinacions turístiques importants com ara Acapulco, Ixtapa, Huatulco i Puerto Escondido. Aquesta regió és creuada per l'istme de Tehuantepec.
- la península de Yucatán: una península molt plana, amb molt poca aigua superficial, entre el Golf de Mèxic i el mar Carib, amb no més de 150 m d'altitud. Aquesta va ser una de les llars de la civilització maia i encara s'hi troben les ruïnes antigues de Chichén-Itzá. A la costa oriental es troba la ciutat de Cancun.

## Hidrografia

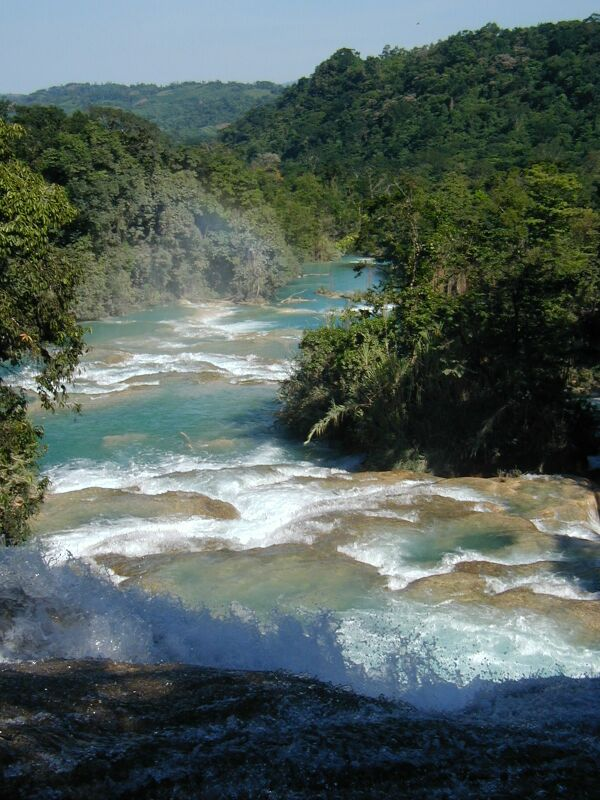
Cascades d'Agua Azul a Chiapas

Atesa l'accidentada topografia de Mèxic, els rius de Mèxic són generalment, poc importants, i amb poc cabal. Cap dels rius mexicans és navegable, llevat de petites porcions just abans de desembocar i, per tant, hom no en fa ús pel transport o comunicació, sinó que ha construït diverses preses per produir-ne energia hidroelèctrica. El riu més important, per la seva extensió, és el Río Bravo, el qual serveix de frontera natural entre els Estats Units d'Amèrica i Mèxic, i les aigües del qual són compartides per tots dos països.
Altres rius rellevants són el Grijalva, que neix a Guatemala i desemboca al Golf de Mèxic; l'Usumacinta, que també s'origina a Guatemala i que s'uneix amb el Grijalva abans de desembocar al Golf de Mèxic. El riu Balsas drena la Depressió del Balsas i altres regions del sud de l'Altiplà Mexicà, creua la Sierra Madre del Sud i desemboca a l'oceà Pacífic, al sud. La presa de l'Infernillo, al sud-est de la ciutat de Mèxic, forma una de les reserves d'aigua més grans del país. El riu Papaloapan i el Coatzacoalcos desemboquen al Golf de Mèxic. El Grande de Santiago i el riu Lerma conformen un sistema fluvial, el més important del país. El Lerma neix a la Sierra Madre Occidental, omple el llac de Chapala; el Santiago, surt del Llac i desemboca a l'oceà Pacífic.

## Flora i fauna

El jaguar és una de les espècies endèmiques de Mèxic

Mèxic és un país megadivers; entre el 10 i el 12% de les espècies del món es troben a Mêxic, amb més de dues-centes mil espècies en total. S'estima que d'espècies, n'hi ha entre 5 i 50 milions, tot i que només se n'han descrit 1,4 milions. Mèxic ocupa la quarta posició mundial en nombre d'espècies de plantes (amb vint-i-sis mil), la quarta en amfibis (amb 282), la primera en rèptils (amb 707), i la segona en mamífers (amb 439).
Mèxic ha declarat 17 milions d'hectàrees com a "Àrees Naturals Protegides", que inclouen 34 reserves de la biosfera, 67 parcs naturals, 4 monuments naturals, 26 àrees de protecció de flora i fauna, 4 àrees de protecció de recursos naturals i 17 santuaris de riquesa natural.

## Clima
Atesa la varietat d'ecosistemes, hi ha una diversitat de climes a Mèxic, variant dels tropicals als freds continentals i glacials:
- al nord hi ha el clima mediterrani
- a l'oest hi ha el desert lligat a l'anticicló subtropical
- al centre hi ha el clima de muntanya, amb pluges estivals; el clima varia segons l'altitud des de les terres càlides (amb mitjanes superiors als 20 °C), les terres temperades (amb mitjanes de 16 °C) a les terres fredes (amb mitjanes inferiors als 16 °C, amb glaçades hivernals i sovint precipitacions en forma de neu)
- a la península de Yucatán, la pluviositat és menor, i les temperatures són molt més elevades.